# زالاهاشهادی
زالاهاشهادی (به مجاری:  Zalaháshágy) یک شهرداری در مجارستان است که در زالا واقع شده‌است. زالاهاشهادی ۱۲٫۱۳ کیلومتر مربع مساحت و ۳۷۸ نفر جمعیت دارد.